# Jesper Klein
Jesper Klein (født 13. november 1944 i Næstved, død 22. august 2011 på Frederiksberg) var en dansk skuespiller, forfatter m.m.
Klein medvirkede i talrige film og flere tv-serier. Han var med i adskillige julekalendre, og særligt rollen som rigsarkivar Birger Bertramsen i julekalenderne om Pyrus var med til at forny hans popularitet. Han lagde stemme til flere tegnefilm. Han modtog en Bodilpris for bedste mandlige hovedrolle for Balladen om Carl-Henning i 1969 og en Robert for årets mandlige hovedrolle for Skønheden og udyret i 1984. Han var også medlem af trioen Klyderne i slutningen af 1970'erne og begyndelsen af 80'erne.
Han var søn af pottemager Christian Klein og biblioteksskriver Margrethe Klein, født Ehlers. Han giftede sig med Lykke Nielsen, som han fik sønnen Sebastian Klein med. Han har endvidere en datter, Alexandra, fra et tidligere forhold.

## Karriere
Klein læste teaterhistorie på Københavns Universitet i 1964, men blev aldrig færdiguddannet. Skuespilleren Louis Miehe-Renard spurgte ham, hvorfor han læste teaterhistorie; om han ikke hellere ville lave teaterhistorie. Denne bemærkning fik skæbnesvangre konsekvenser for den unge Klein.
Jesper Klein modtog Bodilprisen for bedste mandlige hovedrolle i Balladen om Carl-Henning (1969) og Robertprisen for bedste mandlige hovedrolle i Skønheden og udyret (1984).
Han begyndte sin kunstneriske løbebane som musiker og i studenterrevyer. Klein har stået for mange komiske radioudsendelser (1967-1969) som I Huj og Hast (inspireret af programmet for ældre "I ro og mag"), hvor han samarbejdede med Jakob Ludvigsen og Gotha Andersen (lærer Madsen).
Som skuespiller fik han sit gennembrud i 1969 med den mandlige rolle i Kameldamen, hvor han spillede sammen med Jytte Abildstrøm.
På tv optrådte Klein i 1969 i ungdomsudsendelsen Peberkværnen. Senere opstod Kaptajn Klydes Flimmercirkus, Klyderne, som han lavede sammen med Jess Ingerslev og Tom McEwan. Klyderne var, som de ofte selv angav, under konstant kontrol af Kleins Komiske Laboratorium. En satirisk kommentar til den virkelige verden, 1970'erne, hvor hans kunstneriske virksomhed blev overvåget af Erhard Jacobsen og hans Aktive Lyttere og Seere. I komiteens erklærede kamp mod "venstreorienteret politisk indoktrinering af unge mennesker" blev Jesper Klein betragtet som en af de "røde lejesvende".
Klein medvirkede i en lang strøm af massemedier som aktør, skuespiller, stemme, musiker, komponist, instruktør. Han fik på tv en fornyet popularitet i rollen som rigsarkivar Birger Bertramsen i julekalenderne Alletiders jul, Alletiders nisse, Alletiders Julemand, Pyrus i alletiders eventyr og i spillefilmen Pyrus på pletten.
I 1997 optrådte han i Humleriddernes musikvideo til sangen "Brobygningshysteri" fra deres album En genial Gaveidé. Sangen var kritisk over for opførelslen af Øresundsbroen.
En noget sen anerkendelse fik han i 2002, da han blev æreskunstner i Østermarie på Bornholm, og fik opkaldt Jesper Kleins Banegaardsplads efter sig. Jacob Ludvigsen begrundede udnævnelsen og navngivningen i en tale. Han var også KulturBornholms mand på Amager.
Jesper Klein var igennem 25 år en meget engageret ambassadør for UNICEF.
Jesper Klein var i mange år aktiv i fredsbevægelsen og siden 2003 formand for Kunstnere For Fred. To gange har Jesper Klein modtaget Gelsted-Kirk-Scherfig-Prisen, der er Danmarks Kommunistiske Partis årlige kulturpris; første gang i 2007 som en del af Kunstnere For Fred og anden gang i 2009 som en del af Kirkeasyl. Han var også medstifter af Antifascistisk Forum i 2009.
Jesper Klein døde om aftenen den 22. august 2011 på Diakonissestiftelsens Hospice på Frederiksberg efter kort tids kræftsygdom. Han fik diagnosticeret leverkræft den 1. juli 2011 og havde i flere år lidt af alkoholisme og knogleskørhed.

## Filmografi

### Film
- Det kære legetøj (1968)
- Balladen om Carl-Henning (1969)
- Farlig sommer (1969)
- Præriens skrappe drenge (1970)
- Revolutionen i vandkanten (1971)
- Guld til præriens skrappe drenge (1971)
- Blind makker (1976)
- Familien Gyldenkål vinder valget (1977)
- Lille spejl (1978)
- Hør, var der ikke en som lo? (1978)
- Rend mig i traditionerne (1979)
- Lille Virgil og Orla Frøsnapper (1980)
- Kaptajn Klyde og hans venner vender tilbage (1980) – instruktør
- Olsen-bandens flugt over plankeværket (1981)
- Thorvald og Linda (1982)
- Skønheden og udyret (1983)
- Elvis Hansen, en samfundshjælper (1988)
- Walter & Carlo i Amerika (1989)
- Manden der ville være skyldig (1990)
- Casanova (1990)
- Den store badedag (1991) – Fortæller
- Snøvsen (1992)
- Frække Frida og de frygtløse spioner (1994)
- Baby Doom (1998)
- Olsen-bandens sidste stik (1998)
- Pyrus på pletten (2000)
- Humørkort-stativ-sælgerens søn (2002)
- Til højre ved den gule hund (2003)

### TV-serier
- Mor er major (1985)
- Nana (1988)
- Kald mig Liva (1992)
- Thomas og Tim (1993)
- Taxa (1997)
- Max (2007)

### Julekalendere
- Vinterbyøster (1973)
- Jullerup Færgeby (1974)
- Kikkebakkeboligby (1977)
- Avisen (1982), også kaldet Tryksen
- Alletiders Jul (1994)
- Alletiders Nisse (1995)
- Alletiders Julemand (1997)
- Alletiders Eventyr (2000)
- Nissernes Ø (2003)

### Tegnefilm
- Bennys badekar (1971)
- Robin Hood (1974)
- Dumbo (1979)
- Trællenes børn (1980)
- Mads og Mikkel (1981)
- Pelle Haleløs (1981)
- Snehvide og de syv dværge (1982)
- Mesterdetektiven Basil Mus (1986)
- Valhalla (1986)
- Bernard og Bianca: SOS fra Australien (1990)
- Jungledyret (1993)
- Aberne og det hemmelige våben (1995)
- Jungledyret Hugo 2 - den store filmhelt (1996)
- Cirkeline - Storbyens Mus (1998)
- Cirkeline - Ost og Kærlighed (2000)
- Drengen der ville gøre det umulige (2002)
- Cirkeline og Verdens mindste superhelt (2004)
- Cykelmyggen og Dansemyggen (2007)
- Jungledyret Hugo 3: Fræk, flabet og fri (2007)

### Computerspil
- Magnus og Myggen 2: Den Store Skattejagt (1997)
- Magnus og Myggen 3: Skumlesens Hævn (1998)
- Magnus og Myggen: Skumlesens Skygge (1999)
- Thomas & Tim (1997)
- Thomas & Tim 2 (1998)

## Diskografi
- Hans Lyre (1969)
- Aloun wid mjusik (1983)